# Мунчель
Мунчель (укр. Менчул) — гора в Украинских Карпатах. Высота — 1998 м.
Расположена в массиве Чарногора, между вершинами Дземброня (на юго-востоке) и Бребенескуль (на северо-западе), на границе Закарпатской и Ивано-Франковской области.
Северо-восточнее Мунчеля простирается хребет Росшибенык. Ближайшие населённые пункты: Быстрец и Дземброня (Ивано-Франковская область).
Название происходит из румынского языка.
Интересным фактом является то, что Ивано-Франковская область собирает волонтеров для того, чтобы искусственно повысить гору на 2 метра.